# Ruoholuoto (ö i Norra Savolax, Norra Savolax, lat 63,35, long 27,36)
Ruoholuoto är en ö i Finland. Den ligger i sjön Onkivesi och i kommunen Lapinlax i den ekonomiska regionen  Övre Savolax ekonomiska region  och landskapet Norra Savolax, i den centrala delen av landet, 400 km norr om huvudstaden Helsingfors. Öns area är 0,4 hektar och dess största längd är 150 meter i nord-sydlig riktning.  Ruoholuoto ligger i sjön Onkivesi.